# Cheraia
Cheraia (em árabe: الشرائع) é uma comuna localizada na província de Skikda, Argélia. De acordo com o censo de 2008, a população total da cidade era de 18 759 habitantes.